# Cachorro Mendoza
Pedro Jacobo Contreras (Mezcala de la Asunción, 10 de outubro de 1955) é um Luchador ou lutador profissional mexicano semi-aposentado mais conhecido pelo nome de Cachorro Mendoza, que se refere ao fato de que ele é o mais novo dos irmãos Mendoza Ringo, Indio e Freddy, todos os quais são Luchadors. Ao longo dos anos, ele trabalhou extensivamente na Empresa Mexicana de Lucha Libre (EMLL) e na Universal Wrestling Association (UWA), muitas vezes se unindo a seus irmãos, especialmente Ringo Mendoza, participando de diversas competições mexicanas de luta livre. Cotreras trabalhou brevemente como Máscara Sagrada no circuito independente do México, usando a roupa e o nome da Máscara Sagrada original sem permissão. Aposentou-se do wrestling profissional no final dos anos 90, mas voltou ao ringue em 2009 para se juntar ao irmão Ringo Mendoza em uma série de shows promovidos pelo International Wrestling Revolution Group (IWRG).